# Magis illa iuvant quae pluris emuntur
Magis illa iuvant quae pluris emuntur лат.(изговор: магис ила јувант кве емунтур) Више (човјека) радује (оно) што скупље плаћа. (Јувенал)

## Поријекло изреке и значење
Ову изреку је рекао римски пјесник Јувенал.

## Значење
Човјеку је вриједније и драже оно што теже стекне.